# Aulularia
Aulularia (Commedia della Pentola o La Pentola d'oro) è una commedia di Plauto. L'opera, pur incompleta, è celeberrima, tanto che, nel XV secolo l'umanista Urceo Codro sentì il bisogno di darle il finale che poi è diventato classico. La fama dell'Aulularia era molto ampia anche nel Seicento, sicché l'autore Molière si ispirò a questa commedia per L'avaro.

## Trama
Il vecchio Euclione ha scoperto sotto terra nella sua abitazione una pentola piena d'oro, nascosta da suo nonno, e vive nel costante terrore che gli venga sottratta. Sospetta, tanto per cominciare, della sua vecchia serva Stafila. Anche quando il suo ricco vicino Megadoro - su consiglio di sua sorella Eunomia - viene a chiedergli in sposa la sua figlia Fedria, Euclione sospetta che si tratti di una manovra per scoprire il suo oro; alla fine però accetta, precisando che Megadoro prenderà Fedria senza dote e pagherà tutte le spese della festa di matrimonio, prevista per il giorno stesso. Euclione non sa che sua figlia è stata violentata da Liconide, figlio di Eunomia e quindi nipote di Megadoro; è rimasta incinta, e Liconide vorrebbe sposarla. Intanto è arrivato Congrione, il cuoco chiamato per cucinare il banchetto nuziale, e Euclione, sentendolo più volte pronunciare la parola "pentola", pensa che sia un ladro e lo malmena, ma poi si rende conto della paranoia e lo lascia continuare a cucinare. Per sicurezza, però, Euclione decide di spostare la pentola d'oro nel tempio della dea Fede. Strobilo, servo di Liconide, vede Euclione nascondere la pentola e fa per prenderla, ma prima che possa farlo Euclione ritorna in scena, perquisisce Strobilo e poi decide di spostare la pentola nel bosco sacro al dio Silvano; questa volta il servo, che l'ha seguito anche lì, ruba la pentola e la nasconde in casa di Megadoro. Liconide intanto, con l'aiuto della madre Eunomia, ha spiegato a suo zio Megadoro la situazione ed ha ottenuto il consenso a chiedere in sposa Fedria. Quando va a parlare con Euclione, tuttavia, il vecchio è disperato perché si è accorto della sparizione della pentola, e tempesta di domande Liconide, il quale pensa che il vecchio stia parlando di sua figlia e della sua gravidanza. Strobilo, poi, offre la pentola a Liconide, cercando di comprarsi la libertà; qui il testo plautino si interrompe bruscamente.

### Equivoci
La commedia presenta una trama abbastanza semplice e lineare ed è caratterizzata dalla comicità scaturita dagli equivoci. L'acme si ottiene quando Liconide va da Euclione per confessargli di aver usato violenza contro la figlia. Il vecchio, che si era appena accorto che la pentola gli era stata rubata, viene trovato dal ragazzo a urlare per ciò che gli era accaduto. All'orecchio di Liconide che si sente in colpa, le frasi pronunciate da Euclione sembrano riguardare la violenza da lui stesso perpetrata su Fedria. Tuttavia, Euclione non sa niente delle vicende capitate alla figlia e Liconide non sa di quelle accadute ad Euclione. Perciò inizia un discorso equivoco e comico per il pubblico, che invece conosce entrambi gli accadimenti. Il tutto è giocato sull'utilizzo del pronome personale femminile, il quale indica per uno (Euclione) la pentola, per l'altro (Liconide) la fanciulla.

## Prologo
La commedia presenta un prologo che appare come un monologo esterno alla commedia vera e propria. Pertanto anche il personaggio che recita in esso, cioè il Lare domestico (Lar familiaris), non è coerente con gli altri personaggi. Infatti, il Lar familiaris non si presenterà nel resto della commedia; per di più è una figura propria della cultura e della religione romana: questo fatto risulta particolare in quanto la commedia, che è scritta sul modello di una greca, fa apparire in scena solamente personaggi greci, sebbene molteplici caratteristiche che appartengono loro siano tipicamente romane. Infatti, la decisione, da parte di Plauto, di far aprire la commedia ad un personaggio così vicino ai romani fa parte di quel processo, chiamato in latino “contaminatio”, conosciuto molto bene dall'autore, per il quale le commedie greche vengono adattate alla mentalità e sensibilità del popolo romano. Tuttavia, vengono mantenuti ambientazioni e personaggi greci cosicché gli accadimenti, purché irreali e offensivi verso figure di rilievo nella società, non vengano screditati per la loro poca veridicità o censurati da coloro i quali avevano potere. Così i romani si potevano immergere in un mondo fantastico, come poteva essere creduta da loro la Grecia.
Il Lare domestico ha una triplice funzione che è direttamente legata al corpo dell'opera, la stessa posizione di questa parte implica le sue finalità introduttive.
Innanzitutto, il prologo ha decisamente caratteristiche di un'introduzione. La trama della commedia è qui preannunciata, andando a cercare l'interesse e la curiosità degli spettatori. Ne sono rivelati i nuclei centrali, come le vicende amorose intorno alla fanciulla e l'interesse alla pentola con il denaro.
In secondo luogo, questa prima parte serve a presentare brevemente i personaggi principali, in modo che quando essi compariranno sulla scena, avranno una personalità già delineata e il pubblico potrà comprendere e apprezzare subito tutti gli effetti che ogni dialogo e ogni comportamento genera in quel particolare contesto.
Infine qui vengono resi noti alcuni fatti accaduti prima del punto d'inizio della narrazione, che durante la commedia non vengono ripresi o vengono solo accennati; ad esempio solo nel prologo è detto dell'incontro tra i due giovani durante la veglia in onore di Cerere. Anche la storia della pentola negli anni precedenti, pur di importanza abbastanza marginale, è rivelata solamente in questo primo monologo con lo scopo principale di inquadrare lo scenario nel quale si svolgerà la commedia. Tuttavia, queste informazioni sono assai importanti per tutta la rappresentazione, in quanto senza di essi, né gli effetti comici, né la narrazione stessa sarebbero comprensibili ed efficaci.
Qui di seguito è proposto il prologo recitato dal Lar familiaris:
(uscendo dalla casa di Euclione, rivolto al pubblico)
Ha un’unica figlia; ella ogni giorno mi sacrifica incenso, vino, qualche cosa, insomma; e mi offre corone. Per riguardo a lei, diedi modo ad Euclione, il padre, di trovare il tesoro, perché gli fosse più facile sposarla, se voleva. Un giovane di nobilissima famiglia, infatti, l’ha sedotta, e questo giovane sa bene chi ella sia; lei invece non lo conosce, e il padre non sa nulla di quanto è accaduto. Oggi io farò in modo che il vecchio che abita qua vicino la chieda in moglie; lo farò allo scopo di facilitare il matrimonio della fanciulla col suo seduttore. Perché il vecchio che la chiederà in sposa è lo zio del giovane che le ha usato violenza, una notte, durante le feste di Cerere. Ma ecco che il vecchio, là dentro, sta già gridando, secondo il solito. Sta scacciando fuori la vecchia, perché non scopra il segreto. Credo che voglia dare un’occhiata al suo oro, che non glielo rubino.»
(Rientra in casa)

## Argomento
Precede il prologo un riassunto (argumentum) della storia, proposto in versi secondo lo schema dell'acrostico, attraverso il quale si legge il titolo dell'opera. Fatta eccezione per Bacchides e Vidularia, tutte le commedie di Plauto utilizzano questo accorgimento, sebbene non fosse stato lui l'autore, ma i grammatici in epoca più tarda.
Le lettere evidenziate formano il titolo della commedia. Ne risulterebbe "AVLVLARIA", poiché nel latino classico non esisteva la lettera "u", ma la "v" poteva essere letta come "u".
Aulam repertam auri plenam Euclio

Vi summa servat, miseris adfectus modis.

Lyconides istius vitiat filiam.

Volt hanc Megadorus indotatam ducere,

Lubensque ut faciat dat coquos cum obsonio.

Auro formidat Euclio, abstrudit foris.

Re omni inspecta compressoris servolus

Id surpit. illic Euclioni rem refert.

Ab eo donatur auro, uxore et filio.

## Sommario dei cinque atti

### Atto primo
Euclione è un vecchio avaro che ha trovato nel giardino di casa una pentola d'oro, sepolta da suo nonno, avaro come lui. Dal momento del ritrovamento, la pentola con l'oro diventa l'unico pensiero di Euclione, un pensiero ossessivo che condiziona il suo modo di guardare gli avvenimenti e di comprendere ciò che gli viene detto. Euclione dapprima nasconde in casa propria la pentola, diffidando della stessa serva e recandosi al mercato.

### Atto secondo
Ma, proprio mentre sta uscendo di casa, incontra il vicino, Megadoro che, consigliato dalla sorella, Eunomia, gli chiede in moglie la figlia, essendo già avanti negli anni. Euclione pensa subito che il vecchio abbia saputo che egli ha rinvenuto una grande quantità d'oro e così rifiuta, ma viene poi convinto dal fatto che Megadoro è disposto a non ricevere la dote. Si reca dunque al foro, ignaro del fatto che sua figlia stia per partorire un bimbo frutto di una violenza subita da parte del giovane nipote di Megadoro, Liconide. Strobilo, servo di Liconide, si reca al mercato a fare provviste e ingaggia due cuochi, li guida poi a casa di Euclione, dove essi iniziano a cucinare per le nozze, previste per la sera stessa. Ma l'avaro, di ritorno dal foro, vedendo aperta la porta di casa sua e udendo un gran baccano, pensa che la sua casa sia messa al saccheggio.

### Atto terzo
Il terzo atto si apre con la disputa tra Congrione, il cuoco, ed Euclione. Quest'ultimo, pensando che Megadoro voglia sottrargli la pentola con la scusa del cuoco, porta fuori di casa le sue ricchezze e fa rientrare il cuoco. Sempre molto diffidente lascia il suo vicino, che aveva incontrato fuori casa, e medita di nascondere la pentola in un luogo più sicuro.

### Atto quarto
Il servo di Liconide, mandato in esplorazione dal padrone, vede Euclione che nasconde la pentola in un tempio, ma, scoperto, viene cacciato con violenza dall'avaro. Questi però non si arrende e, precedendo il vecchio, riesce a rubare la pentola che esso intanto aveva nascosto nel bosco di Silvano, fuori dalla città. Nel frattempo Liconide, con l'aiuto della madre Eunomia, riesce a rivelare l'accaduto a Megadoro, convinto poi di ottenere in sposa Fedria, come punizione. Uscito dalla casa dello zio incontra Euclione, disperato per la perdita della pentola; il giovane si decide ad ammettere la sua colpa e ne nasce un equivoco che costituisce uno dei passaggi di maggior effetto sul pubblico. I due alla fine si accordano ed Euclione concede sua figlia a Liconide.

### Atto quinto
Nel quinto atto, arrivato a noi incompiuto, il servo di Liconide rivela al padrone di aver trovato un'enorme ricchezza, che il padrone collega subito a quella di Euclione. Qui l'opera si interrompe ma si può verosimilmente credere che, in cambio della libertà, Liconide si facesse restituire il denaro dal servo; quindi lo restituiva a Euclione e questi gliela concedeva, quale dote, insieme alla figlia.

## Personaggi

### Principali
- Euclione: rappresenta la tipica maschera del vecchio avaro; questa sua caratteristica principale, come succede spesso nelle commedie, è ingigantita per renderla evidentemente comica, in quanto il personaggio assume i tratti di pura e totale pazzia. La gelosia che ha per la sua pentola lo porta a diffidare di ogni persona che lo incontra e scambia qualche parola con lui. Nei suoi dialoghi dimostra anche di avere un'indole violenta e collerica con chiunque si frapponga tra lui e il denaro. Euclione rappresenta il vero protagonista  della commedia di carattere (l'Aulularia) in quanto va oltre alla semplice macchietta comica e diventa un personaggio vivo e reale, mostrando caratteristiche che appartengono a tutti gli uomini: la paura della povertà, la diffidenza nei confronti degli estranei e l'attaccamento al denaro.
- Megadoro: questo personaggio è messo a confronto con Euclione in quanto sono entrambi di età avanzata, ma hanno un rapporto del tutto differente con il denaro. Euclione è povero e avaro; Megadoro è invece benestante e non si fa riguardi a spendere. Questa differenza è sottolineata in diverse situazioni che interessavano entrambi, come i preparativi per le nozze.
- Liconide: sarebbe forse il protagonista, ma il finale mancante ci impedisce di capire quanto sia lo spessore riservato a questo personaggio; infatti ha la sua entrata verso la parte finale del testo pervenutoci e le sue battute sono relativamente poche. Si trova a disputare per ottenere la fanciulla con lo zio, ma la parentela non sembra influenzare il corso degli eventi. È evidente la sua funzione di personaggio tipico delle commedie plautine, quella del giovane, coinvolto in una avventura amorosa e in lotta con avversari tipici come in questo caso il vecchio avaro.
- Strobilo: è il servo di Liconide, la figura centrale della commedia, come di molte altre. Le sue doti di arguzia e furbizia gli permettono di farla franca all'avversario del padrone per potere sperare di riacquistare la libertà. Il conseguimento di questo premio da parte del servo è l'affrancamento, promesso dal padroncino in cambio di aiuto nella situazione che sembra irrisolvibile.

### Secondari
- Lare Familiare: è una figura abbastanza marginale. Ha la funzione di introdurre lo spettacolo con il prologo; la scelta stessa del personaggio ha finalità introduttive in quanto inquadra l'ambiente, quello di una famiglia.
- Stafila: è la vecchia serva di Euclione, curiosa, petulante ma comunque servizievole e operosa. È strano che la caratteristica principale che le si vuol attribuire è quella di bevitrice, come l'etimologia del nome (= grappolo d'uva) conferma;
- Eunomia: pur essendo un personaggio abbastanza marginale, è di grande importanza per lo svolgersi dei fatti: infatti condiziona sia Megadoro a prendere moglie, sia a rinunciare alla fanciulla che il figlio Liconide ama.  Prima si mostra una affettuosa e premurosa sorella; poi al figlio rivela di volerla vinta con il fratello.

### Di importanza marginale
- Congrione e Antrace: sono i due cuochi incaricati dei preparativi per le nozze; hanno funzione marginale e danno il loro contributo nel rendere ilare e divertente la commedia.
- Fedria: è il nome che si riferisce alla fanciulla. Dal punto di vista della storia, il suo ruolo è il centro di tutta la commedia e probabilmente dovrebbe essere considerata la protagonista. Ma dal punto di vista teatrale ella non compare mai in scena; questo personaggio esiste solo di nome e ha solo una voce che, tra l'altro, si sente solamente una volta al momento del parto. Dovendo dunque considerare l'aspetto scenografico della commedia, questo personaggio è da considerare marginale.
- Flautiste: il loro è un ruolo puramente marginale, coreografico.

## Ambientazione
La commedia è ambientata ad Atene, come specifica l'annotazione nella parte iniziale dell'opera. Questa connotazione, aspetto comune delle commedie di Plauto, è garante di un collegamento immediato al modello greco. In un caso, però, Euclione allude al foro romano, questo è tipico nella commedia plautina ed è definito "spaesamento".

## Rapporto con modello greco
In questa commedia è riscontrabile in diversi aspetti il mondo greco da cui Plauto ha preso il modello. Il primo caso di questa “contaminatio” si ha analizzando l'etimologia dei nomi dei personaggi: infatti ogni singolo nome è di origine greca. Così ad esempio “Euclione” deriva da éu, che significa «bene», e kléio, che significa «chiudo», che è da collegare all'immagine dell'avaro che chiude il suo tesoro; naturalmente non ha questa etimologia il Lare, essendo di origine romana. Nel testo sono presenti alcuni termini greci o derivati dal greco, perlopiù termini specifici, la cui comprensione di certo non doveva risultare difficile al pubblico romano.
Ci sono inoltre due particolari curiosi che rivelano la presenza dell'influsso greco. Il primo riguarda il riferimento alla veglia della festa in onore di Cerere, durante la quale il giovane avrebbe approfittato dell'amata; a Roma esistevano realmente feste in onore di Cerere, ma vi partecipavano solo matrone e non ci si attardava in veglie notturne. È quasi certo che Plauto si riferisce a feste in onore della stessa dea che si tenevano però ad Eleusi, nei pressi di Atene, che invece si concludevano spesso con vere e proprie orge.
Anche un altro particolare non quadra con il mondo romano; il “magister curiae” nominato da Euclione è un titolo che non esisteva ai tempi di Plauto e probabilmente ha messo insieme l'istituzione romana delle curie e quella del magistrato ateniese. In entrambi i casi si nota che Plauto ha la necessità di riportare elementi del modello greco in quanto gli è difficile trovarne il corrispettivo nel mondo romano.

## Modello
Si è creduto per lungo tempo che la commedia plautina si rifacesse al Dýskolos di Menandro. Tuttavia, nel 1958 fu ritrovato un papiro contenente quasi interamente l'opera in questione. Studiandola, si è arrivati alla conclusione che essa non era, almeno direttamente, collegata con il Dýskolos.

## Analisi del linguaggio
Plauto ha una grande capacità di manipolazione della lingua per i suoi fini teatrali e comici. In ogni circostanza dimostra molta libertà di espressione e una scelta del lessico efficacemente mirata ad una particolare sfaccettatura di significato. In particolare, utilizza un linguaggio ricco di figure retoriche suggestive e piene di significato con un utilizzo frequente di forme e di espressioni “di conio plautino”, formulate dall'autore stesso. 
Ad esempio una metafora di grande effetto è quella proferita da Euclione, stimulorum seges; questa figura paragona la schiena della schiava ad un campo su cui battere lo staffile, usato per sferzare i buoi. Di grande effetto sono alcune espressioni che condensano lunghi ed articolati giri di parole metaforici in poche parole, generando comicità. Un esempio di questa trovata è l'espressione del v. 601 censione bubula che letteralmente significa “punizione bovina”: questo allude al fatto che lo staffile era fatto con la pelle di bue. Prendendo in esame poi uno dei numerosi giochi di parole, è da notare quello utilizzato dal cuoco Congrione, fur, trifucifer, due parole foneticamente simili ma con significato differente (ladro e pendaglio da forca). Ci sono molti altri tipi di figura retorica, come l'ossimoro usato dalla serva nella parte iniziale inaniis... oppletae che significa “piene di vuoto” (v. 84), oppure il climax di cui si serve Euclione per ingigantire la propria colpa me... animum... gentium (v. 724). Numerosi sono anche i vocaboli di conio plautino, come paenissume fatto derivare da paene (v. 466) e molti altri: circumspectatrix da circumspecto, emissiciis da emitto, ecc.

## Confronto tra l'avaro di Plauto e quello di Molière
La figura dell'avaro in questa commedia di Plauto si presta al confronto con quella di Arpagone ne L'avaro di Molière. La trama della storia rappresentata differisce in qualche aspetto; infatti nella commedia francese sono riprese e sviluppate le parti più divertenti dell'Aulularia, con qualche rielaborazione soprattutto per quanto riguarda l'aspetto amoroso. L'esempio più evidente è l'aggiunta di Molière di una seconda coppia di amanti formata dal figlio di Arpagone e dall'amata, della quale si è innamorato anche lo stesso Arpagone. Quindi è inserita anche la tematica della rivalità in amore tra padre e figlio, cosa che Plauto fa in altre commedie. Si può notare anche che intorno ad Arpagone ruotano una serie di personaggi minori, inseriti per arricchire la commedia. Inoltre i due esempi di avari mostrano due tipi di avarizia differenti. Euclione è un taccagno povero che è attaccato fino alla pazzia alla pentola, tutto quello che possiede; invece Arpagone non si ferma alla spilorceria, ma soddisfa la sua sete di denaro esercitando l'usura per accrescere il già consistente patrimonio. Infine Molière, a differenza di Plauto, inquadra il suo personaggio in un preciso contesto socioculturale, dando riferimenti alla società e al costume del tempo.

## Traduzioni e citazioni
Alla fine del IV secolo e l'inizio del V si fa risalire la palliata di autore ignoto Querolus sive Aulularia  (trad: Querulo ovvero l'Aulularia), ispirata all'opera plautina.
La commedia di Giovan Battista Gelli La Sporta (1543) è ispirata alla commedia plautina (di fatto, ne è una riscrittura).
Il cantautore italiano Francesco Guccini tradusse questa commedia nel dialetto del suo paese natale, Pàvana, e la fece rappresentare portandola in tour per tutta Italia.
Una traduzione totale e commento dell'opera è in: Plauto, Aulularia, a cura di Massimo Rossi, Milano, Carlo Signorelli Editore, 1996
A rifarsi all'Aulularia è anche il film di Totò 47 morto che parla.
Questa commedia è stata raccontata anche in un fumetto di Topolino (il numero 1536 del 5 maggio 1985) nella storia Zio Paperone e la pentola d'oro dove i personaggi sono interpretati dai paperi Disney (Euclione è Paperone, Liconide è Paperino, Megadoro è Rockerduck e Fedria è Paperina).
Al nome della commedia si ispira anche l'omonima compagnia teatrale Aulularia, che ha sede a Torre Annunziata, attiva dal '95, rappresentante una delle maggiori realtà del territorio.